# Malaspina (Schiff)
Die Malaspina ist eine US-amerikanische Fähre, die auf dem Alaska Marine Highway eingesetzt wurde.

## Geschichte
Die Fähre wurde unter der Baunummer 113 auf der Werft Puget Sound Bridge & Drydock Co. in Seattle gebaut. Die Fertigstellung erfolgte im Januar 1963. Die Baukosten beliefen sich auf rund 5 Mio. US-Dollar.
Entworfen worden war das Schiff von Phillip F. Spaulding and Associates in Seattle. Es ist eins von drei Schwesterschiffen – Taku, Malaspina und Matanuska –, mit denen 1963 der Fährverkehr entlang der Südküste Alaskas als Alaska Marine Highway System aufgenommen wurde.
1972 wurde das Schiff auf der Werft Willamette Iron and Steel Company in Portland für rund 6,5 Mio. US-Dollar um rund 17 Meter verlängert und umgebaut.
Das Schiff wurde Ende 2019 aus der Fahrt genommen und bei Ketchikan aufgelegt.
Das Schiff ist nach dem Malaspinagletscher benannt.

## Technische Daten
Das Schiff wird von zwei Zwölfzylinder-Dieselmotoren von General Metals Corp. mit jeweils 3030 kW Leistung angetrieben. Die Motoren wirken über Untersetzungsgetriebe auf zwei Verstellpropeller. Das Schiff ist mit einem Bugstrahlruder ausgerüstet. Für die Stromerzeugung an Bord stehen drei von Achtzylinder-Dieselmotoren des Herstellers Caterpillar (Typ: 3508) mit jeweils 560 kW Leistung angetriebene Generatoren zur Verfügung.
Das Fahrzeugdeck befindet sich auf dem Hauptdeck. Es ist über eine Pforte im Heck und über jeweils eine Pforte auf beiden Seiten im vorderen Drittel des Schiffes zugänglich. Die Fähre kann auf rund 510 Spurmetern 83 Pkw befördern.
Oberhalb des Hauptdecks befinden sich drei weitere Decks unter anderem mit Passagierkabinen, Aufenthaltsräumen mit Sitzgelegenheiten, einer Lounge mit Ruhesesseln und einer Cafeteria. Das Sonnendeck ist teilweise überdacht und so wind- und wettergeschützt.
Die Passagierkapazität beträgt 450 Personen. Das Schiff ist mit 72 Passagierkabinen ausgestattet. Davon sind 45 Vierbett- und 27 Zweibettkabinen, so dass insgesamt 234 Betten zur Verfügung stehen. Auf dem offenen Deck im hinteren Bereich des Schiffes besteht die Möglichkeit zu zelten.